# 650 (číslo)
Šest set padesát je přirozené číslo. Následuje po čísle šest set čtyřicet devět a předchází číslu šest set padesát jedna. Římskými číslicemi se zapisuje DCL a Řeckými číslicemi χν. 

## Matematika
650 je:
- Čtvercové pyramidové číslo
- Abundantní číslo
- Složené číslo
- Nešťastné číslo

## Astronomie
- (650) Amalasuntha je planetka hlavního pásu, kterou objevil v roce 1907 August Kopff

## Ostatní
- Spojené království má 650 jednomandátových volebních obvodů
- 650. pěší divize byla pěší divize německé armády (Wehrmacht) za druhé světové války

## Roky
- 650
- 650 př. n. l.